# Henry Wellington Greatorex
Henry Wellington Greatorex fue un músico nacido en Burton en Trent, Inglaterra, en 1816,  murió en Charleston, Carolina del Sur, en septiembre de 1858. Recibió una completa educación musical de su padre, Thomas Greatorex, quien fuera organista por varios años de la Abadía de Westminster y director de los "conciertos de música antigua" de Londres. Viajó a los Estados Unidos en 1839, se estableció en la ciudad de Nueva York y trabajó como organista de la Iglesia de Calvary y cantaba en conciertos y oratorios. Por varios años fue el organista y director del coro de la capilla de St. Paul. Él hizo avanzar los estándares en la música sagrada que en esa época los maestros de música de las escuelas imponían sus melodías triviales y cordiales de compositores extranjeros de los textos de los libros de himnos. Él publicó una "Recopilación de Melodías, Cantos, Himnos y Frases de Salmos e Himnos" (Boston, 1851).
Una de sus composiciones más conocidas es un conjunto de Gloria Patri, ampliamente usado por las denominaciones protestantes para cantar la doxología en sus servicios religiosos hasta el día de hoy.
Su mujer, Eliza, fue una artista nacida en Manor Hamilton, Irlanda, el 25 de diciembre de 1819, hija del Reverendo James Calcott Pratt; viajó a Nueva York en 1840, donde en 1849 se casó con el Sr. Greatorex. Posteriormente, estudió arte con Guillermo H. Witherspoon y James Hart en New York, con Emile Lambinet en París y también en la Pinacoteca de Múnich. Durante el año 1879 estudió aguafuerte con C. Henri Toussaint. En 1857 visitó Inglaterra y estuvo entre 1861 y 1862 en París. También visitó entre 1870 y 1873 Núremberg y Ober-Ammergau, Alemania y varias partes de Italia. El año 1868 fue elegida miembro de la Academia Nacional, siendo la primera mujer en recibir dicha distinción y también la única mujer miembro de la Sociedad de Fondos de los Artistas de Nueva York. La Sra Greatorex ha adquirido notoriedad por sus bosquejos a lápiz y tinta, muchos de los cuales han sido publicados como libro, notables son "The Homes of Ober-Ammergau" (Múnich, 1872); "Summer Etchings in Colorado" (Nueva York, 1873) ; "Etchings in Nuremberg" (1875) y "Old New York from the Battery to the Bloomingdale" (1876), cuyo texto fue preparado por su hermana, la Sra. Matilda P. Despard. Dieciocho de los bosquejos ilustrativos de Nueva York fueron exhibidos en la Muestra Centenaria en Filadelfia en 1876. Sus dibujo de grandes trazos a lápiz titulado "Durer's House in Nuremberg" se encuentra en la Ciudad del Vaticano. Entre sus pinturas están "Bloomingdale" (1868); " Chateau of Madame Oliffe" (1869) ; "Bloomingdale Church," pintada en un panel sacado de la Iglesia Danesa del Norte en la Calle Fulton; "St. Paul's Church" y "The North Dutch Church," cada uno pintado en paneles sacados de estas iglesias (1876); "Normandy" (1882) y "The Home of Louis Philippe in Bloomingdale, New York" (1884). —.
Su hija, Kathleen Honora, artista, nacida en Hoboken, Nueva Jersey, el 10 de septiembre de 1851, estudió arte en Nueva York, Roma y Munich. Se abocó a las obras decorativas y a la ilustración de libros, pero posteriormente ganó notoriedad como pintora, obteniendo mención de honor por su obra en el Salón de París de 1886. Muchas de sus pinturas son piezas florales y se han exhibido las obras " The Last Bit of Autumn" (1875) ; "Goethe's Fountain, Frankfort" (1876); paneles con " Thistles " y "Corn" (1877); y "Hollyhocks" (1883). — Otra hija, Elizabeth Eleanor, artista, nacida en Nueva York el 26 de mayo de 1854, estudió arte en la Academia Nacional de Diseño y en la Liga de Estudiantes de Arte de Nueva York, en París con Carolus Duran, en Múnich e Italia. Como su hermana, se abocó a la decoración china y a la ilustración de libros, pero puso su mayor interés en la pintura. Sus obras han sido exhibidas en la Academia Nacional "The Bath" (1884) y "Color that Burns as if no Frost could Tame" (1885).
- Datos: Q5670123